# Saint-Léger-des-Vignes
Saint-Léger-des-Vignes ist eine französische Gemeinde mit 1.669 Einwohnern (Stand: 1. Januar 2022) im Département Nièvre in der Region Bourgogne-Franche-Comté. Sie gehört zum Arrondissement Nevers und zum Kanton Decize. Die Einwohner heißen Léogartiens.

## Geografie
Saint-Léger-des-Vignes liegt an der Loire, an ihrem Zusammenfluss mit dem Aron. Hier beginnt auch der Canal du Nivernais. Umgeben wird Saint-Léger-des-Vignes von den Nachbargemeinden La Machine im Norden, Champvert im Osten, Decize im Süden, Sougy-sur-Loire im Westen.

## Bevölkerungsentwicklung
| Jahr                       | 1962  | 1968  | 1975  | 1982  | 1990  | 1999  | 2006  | 2012  | 2020  |
| -------------------------- | ----- | ----- | ----- | ----- | ----- | ----- | ----- | ----- | ----- |
| Einwohner                  | 2.083 | 2.090 | 2.171 | 2.176 | 2.181 | 2.059 | 2.082 | 2.004 | 1.799 |
| Quellen: Cassini und INSEE |       |       |       |       |       |       |       |       |       |

## Sehenswürdigkeiten

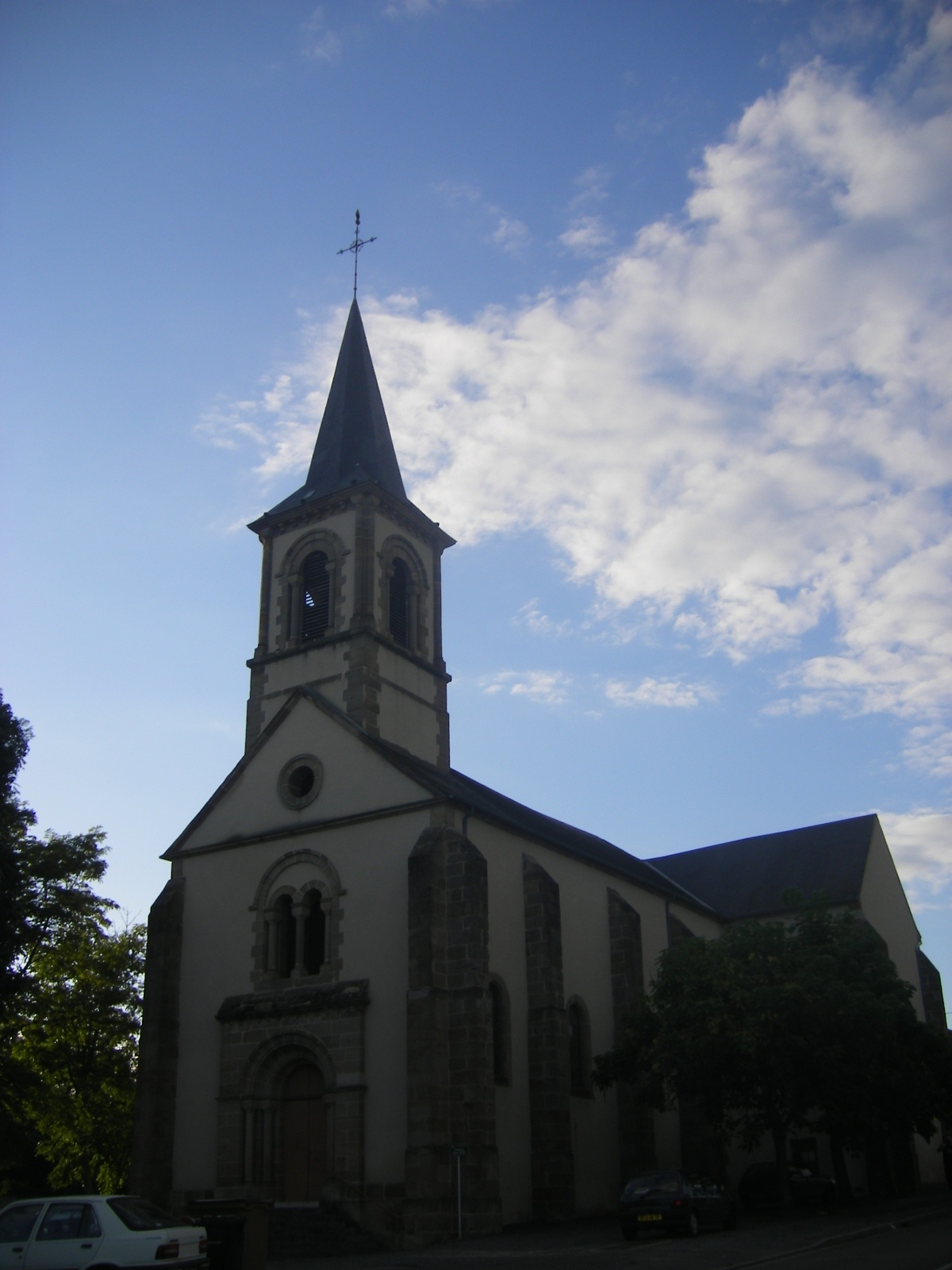
Kirche Saint-Léger

- Kirche Saint-Léger

## Persönlichkeiten
- Albert Mahaut (1867–1943), Organist, Musikpädagoge und Komponist
- Hubert Védrine (* 1947), Politiker